# Ninian Edwards
Ninian Edwards, né le 17 mars 1775 et mort le 20 juillet 1833, est un homme politique américain, membre du Parti républicain-démocrate, ancien gouverneur du Territoire puis de l'État de l'Illinois. Ce fut également le premier sénateur fédéral de l'Illinois avec Jesse Thomas.